# Parc d'État d'Itasca
Le parc d'État d'Itasca (en anglais : Itasca State Park) est une réserve naturelle située dans l'État du Minnesota, aux États-Unis. Le parc abrite le lac Itasca et les sources du Mississippi. Il est le plus ancien de l'État du Minnesota.
La végétation du parc se compose de forêts de pins (pins rouges de plusieurs centaines d'années à Preachers Grove).